# Chaunochiton angustifolium
Chaunochiton angustifolium är en tvåhjärtbladig växtart som beskrevs av Herman Otto Sleumer. Chaunochiton angustifolium ingår i släktet Chaunochiton och familjen Aptandraceae. Inga underarter finns listade i Catalogue of Life.